# Jan XII. Železný

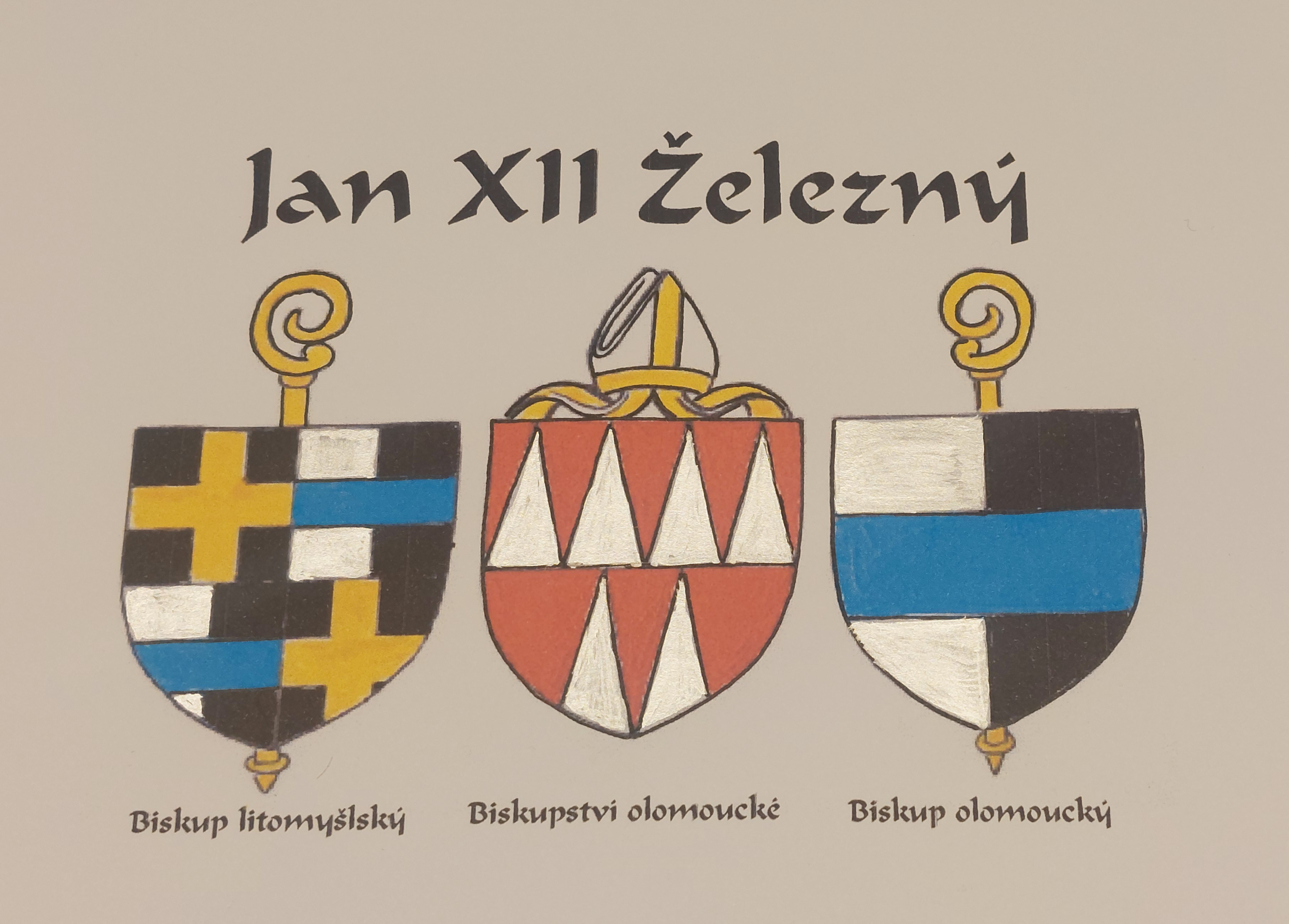

Jan XI.[zdroj?] (XII.) Železný jako olomoucký biskup, předtím Jan IV. jako litomyšlský biskup (kolem poloviny 14. století, pravděpodobně Praha — 9. října 1430 Ostřihom), byl český pozdně středověký biskup a později kardinál, Husův odpůrce a účastník kostnického koncilu.

## Život
Narodil se jako Jan Bucek nebo Bucka či Bucca patrně v Praze, protože je uváděn také jako Ioannes Pragensis (Jan Pražský), ale přesné datum není známo. V pramenech se vyskytuje i jako Johann der Eiserne (Jan Železný) a Ioannes Germanus (Jan Němec). Zřejmě byl vyšehradským kanovníkem, a to až do doby, kdy se stal biskupem v Litomyšli. Biskupské svěcení přijal dne 28. 4. 1389 a uváděl se zde jako Jan IV. V roce 1395 se stal členem panské jednoty proti králi Václavovi IV. a o rok později se stal členem královské rady, která byla králi vnucena, čímž Jan získal politický vliv. Za druhého zajetí krále Václava IV. (1402–1403) ho Zikmund Lucemburský jmenoval jedním ze zemských správců. Pokusil se získat uvolněný pražský arcibiskupský stolec, avšak Zikmundovy neshody s papežem Bonifácem IX. vedly k tomu, že kurie potvrdila volbu Zbyňka Zajíce z Hasenburgu. Po Zbyňkově smrti v roce 1411 usiloval Jan o volbu arcibiskupem ještě jednou, ale neuspěl pro nesouhlas Václava IV.

### Kardinál
V konzistoři 24. května 1426 jej papež Martin V. jmenoval kardinálem - knězem titulu sv. Cyriaka.
Biskup Jan Železný se stal zastáncem světského panování církve a rozhodným odpůrcem mistra Jana Husa a husitství vůbec. Od ledna 1415 se účastnil koncilu v Kostnici, kde vyžadoval zákaz přijímání pod obojí způsobou. Před koncilem také vystupoval jako jedním z žalobců proti Janu Husovi. Proto byl v Čechách nenáviděn a kališnická šlechta mu plenila statky. Po návratu v říjnu 1415 se nemohl ani ukazovat na veřejnosti a snažil se z Litomyšle udělat oporu boje proti husitství. V roce 1416 byl zvolen částí olomoucké kapituly biskupem, ale na olomoucký biskupský stolec dosazen milec krále Václava IV. Aleš z Březí, který byl násilně 29. 11. 1416 uveden do katedrály. Od 15. 12. 1416 byl Jan Železný jmenován koncilem jako administrátor olomoucký, přičemž zároveň zůstal biskupem v Litomyšli. Nový papež Martin V. spor nakonec vyřešil směnou, když dne 14. 2. 1418 potvrdil Jana Železného biskupem olomouckým a Aleše z Březí biskupem litomyšlským.

### Administrátor pražské arcidiecéze
V roce 1421 někteří představitelé katolické církve odřekli poslušnost pražskému arcibiskupovi Konrádovi a zvolili za administrátora pražské arcidiecéze Jana Železného, biskupa olomouckého. Po vypuknutí husitských válek se stal jedním z úhlavních nepřátel husitů. Vedl svá vojska na koni v brnění do boje, proto dostal přízvisko "Železný." V roce 1422 svedl boj u Litomyšle, o rok později u Černé Hory. Roku 1423 proti němu uspořádali husité výpravu na Moravu, kde jeho vojska porazili v bitvě u Kroměříže a město poté dobyli. O rok později se ubránil náporu husitů na hradě Mírově. Jeho vojsko mělo 3000 mužů a roku 1427 se s utrakvisty střetlo u Brna. Jeho zásluhou nezapustilo na Moravě husitství takové kořeny jako v Čechách.
Ke konci svého episkopátu mohl přestat s válčením a začal se věnovat obnově své diecéze. Došlo však k pronásledování katolického duchovenstva kališníky, před nimiž musel uprchnout do Uher za králem Zikmundem, jehož nároky na český trůn podporoval. Král mu nabídl uvolněné vácovské biskupství a Jan požádal papeže o dispens. Ta stačila ještě dojít, avšak kardinál Jan Železný zemřel 9. 10. 1430 v Ostřihomi. Pohřben byl ve Vácu v nynějším františkánském kostele. Po své smrti byl ctěn jako ctihodný.